# Mac OS X Lion
Mac OS X Lion (versión 10.7) es la octava versión de OS X, el sistema operativo de Apple para sus ordenadores de escritorio, portátiles y servidores. Lion fue presentado en el evento "Back to the Mac", el 20 de octubre de 2010. Incluye elementos heredados del sistema iOS. El 20 de julio de 2011 se puso a disposición del público OS X Lion a través de descarga digital en la tienda de aplicaciones Mac App Store, costando 29,99 dólares.
La fecha de lanzamiento del 20 de julio no fue confirmada hasta el día anterior, 19 de julio, por el CFO de Apple, Peter Oppenheimer, como parte de Apple de 2011 en el anuncio de ganancias de apple del tercer Trimestre. Apple, más tarde anunció dos mecanismos alternativos de distribución para el beneficio de los usuarios sin acceso a Internet de banda ancha: en las tiendas minoristas de Apple, mediante unidad flash USB que contiene el sistema operativo, se vende a un precio significativamente más alto (59 euros); o, si el cliente así lo desea, la posibilidad de acudir a un Apple Retail Store con su computador Mac y descargarlo allí sin ningún costo extra y pagando únicamente el precio oficial de Mac OS X Lion. Mac OS X Lion Server está disponible como descarga independiente en la Mac App Store con un precio de 39'99 euros, que se suma al precio de compra de la versión cliente de Mac OS X Lion

## Requisitos
- Ordenador marca Apple
- Procesador Intel de 64 Bits (Mac con un procesador Intel Core 2 Duo, Intel Core i3, Intel Core i5, Intel Core i7 o Xeon.)
- 2 GB de RAM 
- Mac OS X 10.6.6 o posterior (recomendado Mac OS X 10.6.8)
- 7 GB de espacio libre en el disco duro.
- Conexión a internet (requerido para la descarga del sistema de instalación)

### Requisitos particulares

#### *Time Machine SO
Conserva copias de tus archivos en el tiempo.

#### *Photo Booth
Cámara FaceTime o iSight (integrada o externa), cámara de vídeo por USB o cámara de vídeo por FireWire. Para añadir efectos de fondo se ha de grabar con balance de blancos, exposición y enfoque fijos.

#### *FaceTime
Para realizar videollamadas: cámara FaceTime integrada, cámara iSight (integrada o externa), cámara de vídeo por USB o cámara de vídeo por FireWire, y conexión a Internet de 128 Kb/s tanto de subida como de bajada. Para realizar videollamadas en alta definición: cámara FaceTime HD integrada y conexión a Internet de 1 Mb/s tanto de subida como de bajada. Para recibir videollamadas en alta definición: un Mac con procesador Intel compatible.

#### *Pantalla compartida
En iChat y el Finder: conexión a Internet de 128 Kb/s (se recomiendan 300 Kb/s).

#### *iChat
Para chatear por audio: micrófono y conexión a Internet de 56 Kb/s. Para chatear por vídeo: cámara FaceTime o iSight (integrada o externa), cámara de vídeo por USB o cámara de vídeo por FireWire, y conexión a Internet de 128 Kb/s tanto de subida como de bajada.
Para añadir efectos de fondo se ha de grabar con balance de blancos, exposición y enfoque fijos. Algunas prestaciones de iChat funcionan mejor con capacidades del sistema superiores.

#### *AirDrop
- MacBook Pro (finales de 2008 o posterior)
- MacBook Air (finales de 2010 o posterior)
- MacBook (finales de 2008 o posterior)
- iMac (principios de 2009 o posterior)
- Mac mini (mediados de 2010 o posterior)
- Mac Pro (principios de 2009 con tarjeta AirPort Extreme, o mediados de 2010)

#### *Boot Camp
Admite instalaciones anteriores de Boot Camp con Windows XP Service Pack 2, Windows Vista o Windows 7. La instalación nueva de Boot Camp requiere Windows 7 (se vende por separado).

#### *Compatibilidad con Exchange
Exchange Server 2007 con Service Pack 1 Update Rollup 4 o Exchange Server 2010 de Microsoft. La configuración automática requiere activar la función Autodiscovery en Exchange Server de Microsoft.

#### *Grabación de vídeo con QuickTime X
Cámara FaceTime o iSight (integrada o externa), cámara de vídeo por USB o cámara de vídeo por FireWire.

#### *OpenCL
Cualquiera de las siguientes tarjetas o procesadores gráficos:
- GeForce 320M, GeForce GT 330M, GeForce 9400M, GeForce 9600M GT, GeForce 8600M GT, GeForce GT 120, GeForce GT 130, GeForce GTX 285, GeForce 8800 GT, GeForce 8800 GS, Quadro FX 4800 o Quadro FX5600 de NVIDIA.
- Radeon HD 4670, Radeon HD 4850, Radeon HD 4870, Radeon HD 5670, Radeon HD 5750, Radeon HD 5770 o Radeon HD 5870, Radeon HD 6750M, Radeon HD 6770M o Radeon HD 6970M de AMD.

#### *Gestos
Trackpad Multi-Touch, Magic Trackpad o ratón Magic Mouse.

#### *Gestos VoiceOver
Trackpad Multi-Touch o Magic Trackpad.

#### *Mac App Store
Solo está disponible para mayores de 13 años residentes en EE. UU. y en muchos otros países. Requiere hardware y software compatibles y conexión a Internet; se recomienda banda ancha (se aplicarán las tarifas correspondientes). Consulta las condiciones.

## Novedades
- Mac App Store: Al igual como funciona en iOS con este programa se podrán instalar nuevas aplicaciones; descargas con un solo click, instalación y actualizaciones automáticas.
- Launchpad: cambia la interfaz del Mac OS X a una muy parecida a la del iOS es una nueva forma de organizar aplicaciones en páginas para desplazarse a pantalla completa, teniendo la posibilidad de agruparlas en carpetas exactamente igual que en un iPhone o iPad.
- Mission Control: Es una visión general de todo lo que está ocurriendo en el Mac, la unificación del Dashboard, Spaces y Exposé, todo en un solo sitio para acceder a cualquier aplicación o escritorio virtual en un solo gesto.
- Aplicaciones a Pantalla Completa: Es posible ver todas las aplicaciones de Mac en pantalla completa eliminando temporalmente elementos clásicos del escritorio como el Dock, además no es necesario salir de la pantalla completa para cambiar de aplicación.
- Gestos Multitáctiles y Animaciones: Con la integración del Magic Trackpad y el Magic mouse en este OS X se ha incorporado un nuevo paquete de gestos multitáctiles con los que, por ejemplo, el desplazamiento entre aplicaciones.
- FileVault 2: Es la segunda versión del sistema de encriptado de datos FileVault. Ahora es posible encriptar todo sistema de archivos y no solamente la carpeta Home de cada usuario.

### Las mejoras de la interfaz de usuario
- Nuevo diseño de la interfaz de usuario Aqua elementos:
  - Nuevo diseño de botones
  - Nuevo diseño de la barra de progreso.
  - Los botones de color Rojo, Amarillo y Verde, Cerrar, Minimizar y Maximizar en la decoración de las ventanas se han hecho más pequeños.
- El Acabado de Metal también ha sido ligeramente alterado. Ahora es un tono Gris más claro que antes, y cuenta con una textura moteada.
- De forma Predeterminada, el Dock ya no muestra los indicadores activas de las Aplicaciones; esto puede ser modificado en Preferencias del Sistema.
- Las Barras de desplazamiento ahora desaparecen de forma predeterminada cuando no se están utilizando, de forma similar a iOS. Apple API debe de ser utilizado con el fin de que estas barras funcionen de esta forma en aplicaciones de terceras partes. El desplazamiento se invierte de forma Predeterminada, para actuar más como un ordenador de Pantalla Táctil. (Se mueve el contenido en la dirección del movimiento de los dedos en el Trackpad o el Mouse)
- Cuando se Expande el tamaño de una Ventana, al hacer clic en el Botón Verde (superior izquierda), aparece una Transformación de efecto animado de la ampliación.
- Para algunas Aplicaciones, sólo se puede desplazar el uso del Multi-Touch, y no al viejo manual de hacer clic en la barra de desplazamiento y arrastrándola.
- En la barra lateral del Finder, los iconos son en blanco y negro (tal como son en la versión actual de iTunes), frente a los diseños anteriores, donde fueron los iconos de regular, de color.
- Se agrega al Finder un menú llamado All My Files, en donde todos los archivos presentes en el Mac se encuentran organizados por tipo.
- El Exposé Se encuentra ahora sustituido por Mission Control.
- El Dashboard es ahora un espacio separado de los escritorios y otras características de su propio fondo en lugar de los widgets que aparecen sobre un fondo atenuado. Además, cuando el usuario añade un widget, el efecto de onda ya no se utiliza, los widgets simplemente aparecen. Esta característica se puede desactivar en la sección de Exposé de Preferencias del Sistema, desmarcando la opción "Mostrar panel como un espacio" caja. Esto devuelve el tablero de instrumentos a su comportamiento anterior de los 'vuelos de' widgets en la parte superior de un fondo atenuado. El efecto Dominó también regresa en este modo.
- Cuando el Volumen está silenciado, el icono del altavoz que aparece cuando se ajusta el volumen tiene ahora una barra a través de él en lugar de ondas de sonido no se muestran.
- Los mensajes de alerta son Animados cuando aparecen, de forma similar a la animación de ventanas emergentes iOS. (Safari también se abre con la misma animación)
- Las Descargas de Safari son ahora visibles en un menú similar a los del iPad. El Usuario simplemente hace clic en el botón de descargas en la barra de herramientas y un menú de voz de burbuja, como se desvanece en una lista de descargas. La ventana de Descargas sigue disponible.